# Isangila
Isangila, früher auch Isanghila oder Isanguila genannt, ist der Hauptsitz eines Sektors des Seke-Banza-Gebiets in der Provinz Kongo Central der Demokratischen Republik Kongo.

## Lage
Der untere Teil des Kongo-Flusses unterhalb des Stanley Pools fließt zunächst durch die Livingstonefälle und Stromschnellen, hat dann einen schiffbaren Abschnitt von Manyanga nach Isangila und dann weitere Stromschnellen und Katarakte bis nach Matadi, von wo aus er bis zum Atlantik schiffbar ist. Isangila liegt am rechten Ufer des Kongo-Flusses, etwa 52 Kilometer nördlich und flussaufwärts von Vivi. Von dort ist der Fluss für kleine Dampfschiffe und Walfangboote etwa 140 Kilometer flussaufwärts bis Manyanga schiffbar. Vor dem Bau der Matadi-Léopoldville-Eisenbahn war der Ort ein wichtiger Stützpunkt für Umlade-Operationen nach Léopoldville.

## Geschichte
Ab 1880 errichtete Henry Morton Stanley Stationen für die Internationale Afrika-Gesellschaft in Vivi, Isanghila, Lukungo, Manyanga und Leopoldville unterhalb des Stanley Pools. Stanley kehrte am 4. Juli 1882 nach Vivi zurück und begann mit der Organisation einer Expedition den Kongo hinauf zu den Stanleyfällen, um über das Land entlang der Route ebenso die Kontrolle zu übernehmen. Als Louis Valcke und Alphonse van Gèle kurz darauf mit einem Kontingent sansibarischer Truppen in Vivi eintrafen, wies Stanley sie sofort an, eine Straße von dort nach Isangila zu bauen, die die Stromschnellen umgehen und zum schiffbaren Abschnitt nach Manyanga führen sollte, um somit Manyanga mit Léopoldville direkt zu verbinden. Die Arbeiten mussten schnell durchgeführt werden, damit der angelandete Dampfer der Internationalen Afrika-Gesellschaft und die Waren für die geplante Expedition nach Léopoldville transportiert werden konnten.
Die Straße nach Isangila wird von William Holman Bentley in seinem Bericht über die Baptist Missionary Society erwähnt, die 1878 in den unteren Kongo kam. Die afrikanischen Händler weigerten sich, die Missionare bis zum Stanley Pool reisen zu lassen, aus Angst, sie würden sie in der Folge umgehen und damit den Handel zerstören. Schließlich hörten sie von Stanleys neuer Verbindung, die sich, wie sie herausfanden, etwa 80 km von Vivi entlang des Nordufers bis nach Isangila erstreckte. Von dort gelang es ihnen, schnell und ohne Aufsehen bis zum Pool zu reisen. Der Baptistenmissionar George Grenfell gründete 1881 eine Kette von Missionsstationen in Musuko, Isangila und Manyanga.